# آتسو استویکوف
آتسو استویکوف (به انگلیسی: Aco Stojkov) (زاده ۲۹ آوریل ۱۹۸۳) بازیکن فوتبال اهل مقدونیه بود.
وی سابقه ۴۲ بازی در تیم ملی فوتبال مقدونیه شمالی را در کارنامه دارد.